# Biblioteca del Centro Cultural Comfamiliar Atlántico
La biblioteca del Centro Cultural Comfamiliar Atlántico es un complejo centro cultural situado en Barranquilla, Colombia. La biblioteca forma parte de la corporación Comfamiliar, una caja de compensación familiar. La biblioteca fue fundada en 1980, es de tipo pública y contiene más de 33 800 libros de diversas temáticas.
La biblioteca presta varios servicios como préstamo de libros, consultas, acceso a Internet, salas de lectura y una hemeroteca.

## Reconocimientos
El 10 de mayo de 2010, por medio del decreto n.º 0191, el exalcalde de Barranquilla, Alejandro Char, resaltó el compromiso y la labor de la Biblioteca durante más de tres décadas de servicio: «Exaltar la labor desarrollada por la Biblioteca COMFAMILIAR en sus 30 años de existencia, destacando su invaluable aporte a la cultura barranquillera».